# Edwin Adolar Klein
Edwin Adolar Klein (* 15. Juli 1874 in Königsberg; † 19. März 1944 in Wiedenbrück) war ein deutscher Politiker und Landrat.

## Herkunft und Familie
Edwin Adolar Klein wurde als Sohn der Eheleute Oskar Robert Klein (Kaufmann) und Antonie Marie Steffler geboren und entstammte einer alten ostpreußischen Familie, die über viele Generationen Beamte und Geistliche hervorbrachte. Am 5. Januar 1904 heiratete er in Hagen Berta Post, Tochter des Fabrikbesitzers Carl Johann Post und seiner Frau Auguste Amalie Elbers. Aus der Ehe gingen drei Kinder hervor.

## Beruflicher Werdegang
Nach dem Abitur am  Altstädtischen Gymnasium in Königsberg studierte er an der Albertus-Universität Königsberg Rechtswissenschaften und bestand am 28. Dezember 1896 vor dem Oberlandesgericht Königsberg das Referendarexamen mit dem Ergebnis „gut“. Bei den Amtsgerichten in Gerdauen und Fischhausen und dem Landgericht Königsberg war er tätig, bevor er am 17. Januar 1899 seine Anstellung als Regierungsreferendar erhielt. Bereits vom 10. Juni 1899 an wirkte der junge Referendar als Vertreter des Landrats Dr. Schröter. Im folgenden Jahr wurde er mit der Wahrnehmung der Geschäfte des Magistrats-Dirigenten und Polizeiverwalter der Stadt Seeburg beauftragt und wechselte im Oktober 1900 in gleicher Eigenschaft nach Heilsberg. Er ließ sich zur  Bezirksregierung Königsberg versetzen, um an der Universität seine Studien fortsetzen zu können. Am 23. Januar 1901 stellte er den Antrag auf Zulassung zur  Großen Staatsprüfung, die er allerdings erst nach seiner Versetzung nach Westfalen am 18. Januar 1902 in Arnsberg mit dem Ergebnis „genügend“ abgelegt hat. Der Innenminister verfügte am 8. Februar 1902 die Überweisung zum Kreis Hagen zwecks Hilfeleistung für den Landrat Paul Hartmann. In diesem Amt blieb er bis zum 28. Juni 1905, als er an die Bezirksregierung Arnsberg überwiesen wurde. Dort wurde er stellvertretender Vorsitzender des Schiedsgerichts für Arbeiterversicherung. Später war er Referatsleiter für Kommunal-Polizeisachen. Für den nach Trier versetzten Landrat Wilhelm Heinrich Maria Engelhard übernahm Klein am 8. August 1909 die kommissarische Verwaltung des Landratsamtes Wiedenbrück.  Kaiser Wilhelm II. unterschrieb am 21. Februar 1910 die Ernennungsurkunde, die Edwin Adolar Klein mit Wirkung vom 1. März 1910 an zum Landrat des  Kreises Wiedenbrück bestellte. Zum 1. Mai 1933 trat Klein der NSDAP bei (Mitgliedsnummer 3.569.393). Zudem war er bis Anfang Januar 1937 Mitglied der SA, wo er den Rang eines Rottenführers erreichte. Am 30. September 1939 trat er in den Ruhestand, allerdings nur für einen Tag, denn sein designierter Nachfolger trat sein Amt nicht an. Kriegsbedingt dauerte Kleins Amtszeit daher bis zu seinem Tode am 19. März 1944.
Klein war Mitglied des Provinziallandtags und stellvertretendes Vorstandsmitglied des preußischen Landkreistages sowie Aufsichtsratsmitglied verschiedener kommunaler Unternehmen. Ebenso gehörte er dem Verein preußischer Landräte an.